# Orchis de Fuchs
Dactylorhiza fuchsii
Pour les articles homonymes, voir Fuchs.
Espèce
Classification phylogénétique
Statut CITES
L'Orchis de Fuchs (Dactylorhiza fuchsii) est une espèce de plantes à fleurs de la famille des Orchidaceae. C'est une orchidée terrestre eurosibérienne.
Le nom spécifique fuchsii honore Leonhart Fuchs, botaniste allemand du XVIe siècle.
Si on regarde le site du gbif et du kew garden, l'espèce a été rétrogradée au statut de sous-espèce de Dactylorhiza maculata.

## Description

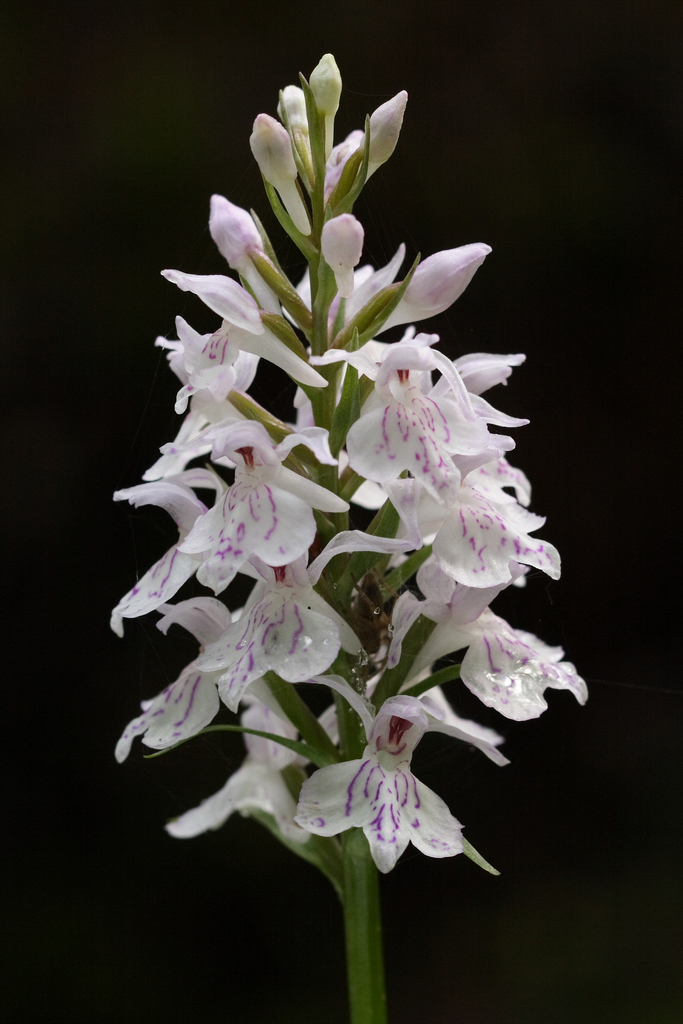
Avec fleurs blanches.

C'est une plante élancée, à tige pleine, à plusieurs feuilles dont les caulinaires dressées, rarement non maculées, à bractées assez courtes. L'inflorescence est plutôt dense, en épi conique devenant cylindrique. Les fleurs varient du lilas foncé au blanc. Les sépales latéraux sont écartés souvent maculés en dedans. Le sépale supérieur forme un casque avec les deux pétales latéraux. Le labelle est trilobé portant des dessins violacés, les deux lobes latéraux sont écartés, le lobe médian est plus long que ces derniers. L'éperon est cylindrique, en position horizontale le plus souvent.
La distinction avec Dactylorhiza maculata se fait (en partie) grâce au labelle qui est profondément trilobé chez Dactylorhiza fuchsii. Cette dernière semble nettement plus inféodée aux forêts que Dactylorhiza maculata, plutôt présente dans les prairies.
Dactylorhiza fuchsii est considérée par certains  auteurs comme une sous-espèce de Dactylorhiza maculata (Dactylorhiza maculata subsp. fuchsii (Druce) Hyl),.

## Floraison
Cet orchis fleurit de juin à juillet.

## Habitat
C'est une espèce de pleine lumière ou d'ombre sur substrats alcalins, secs à frais (pelouses, lisières de forêts, marais…).

## Aire de répartition
Eurosibérienne (aire relativement incertaine du fait des confusions avec Dactylorhiza maculata).

## Statuts de protection
L'espèce est classée « LC : préoccupation mineure ».
Elle figure sur la liste des espèces végétales protégées en Alsace et la région Nord-Pas-de-Calais.

## Galerie

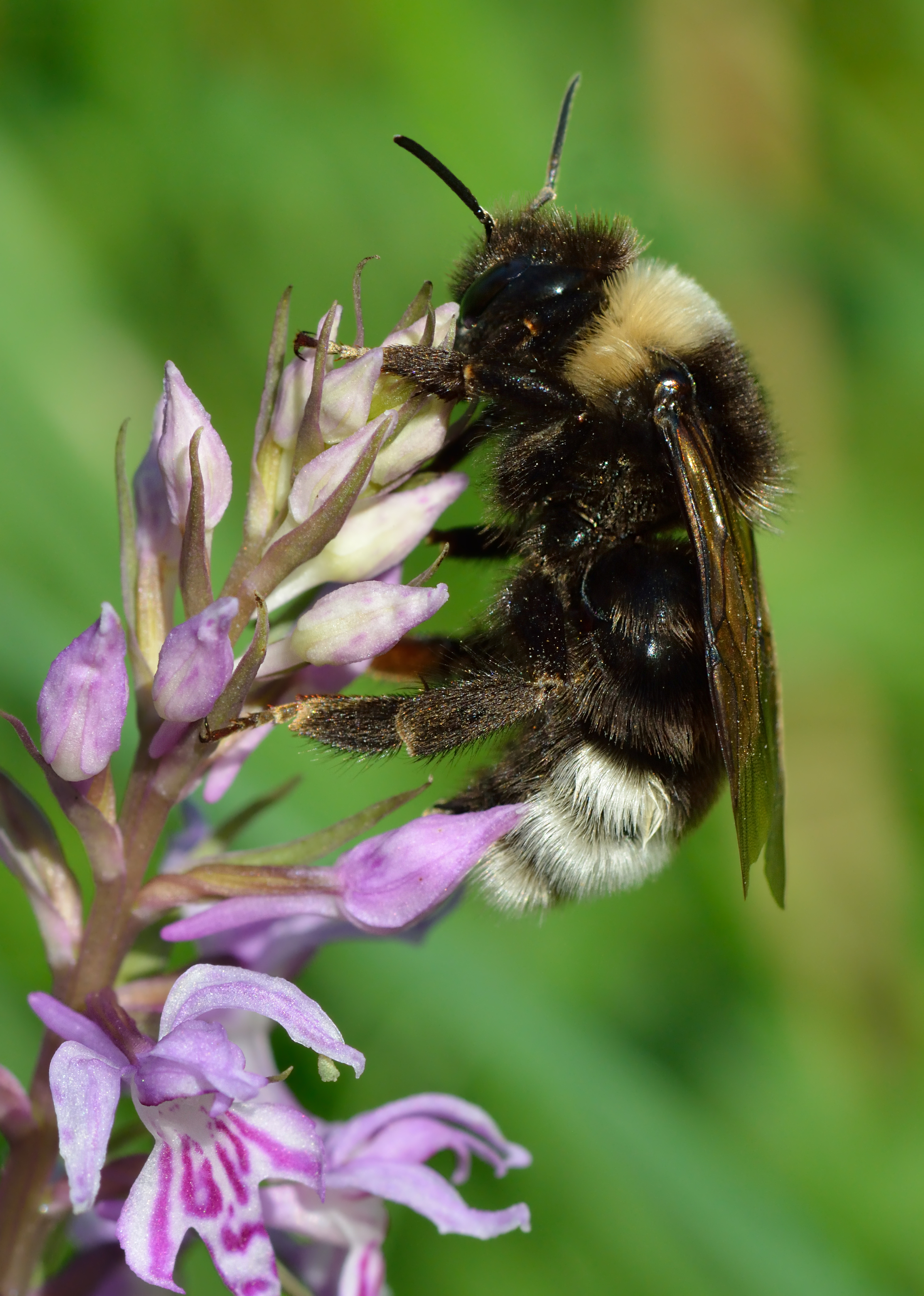
Bombus bohemicus femelle butinant un orchis de Fuchs en Estonie.
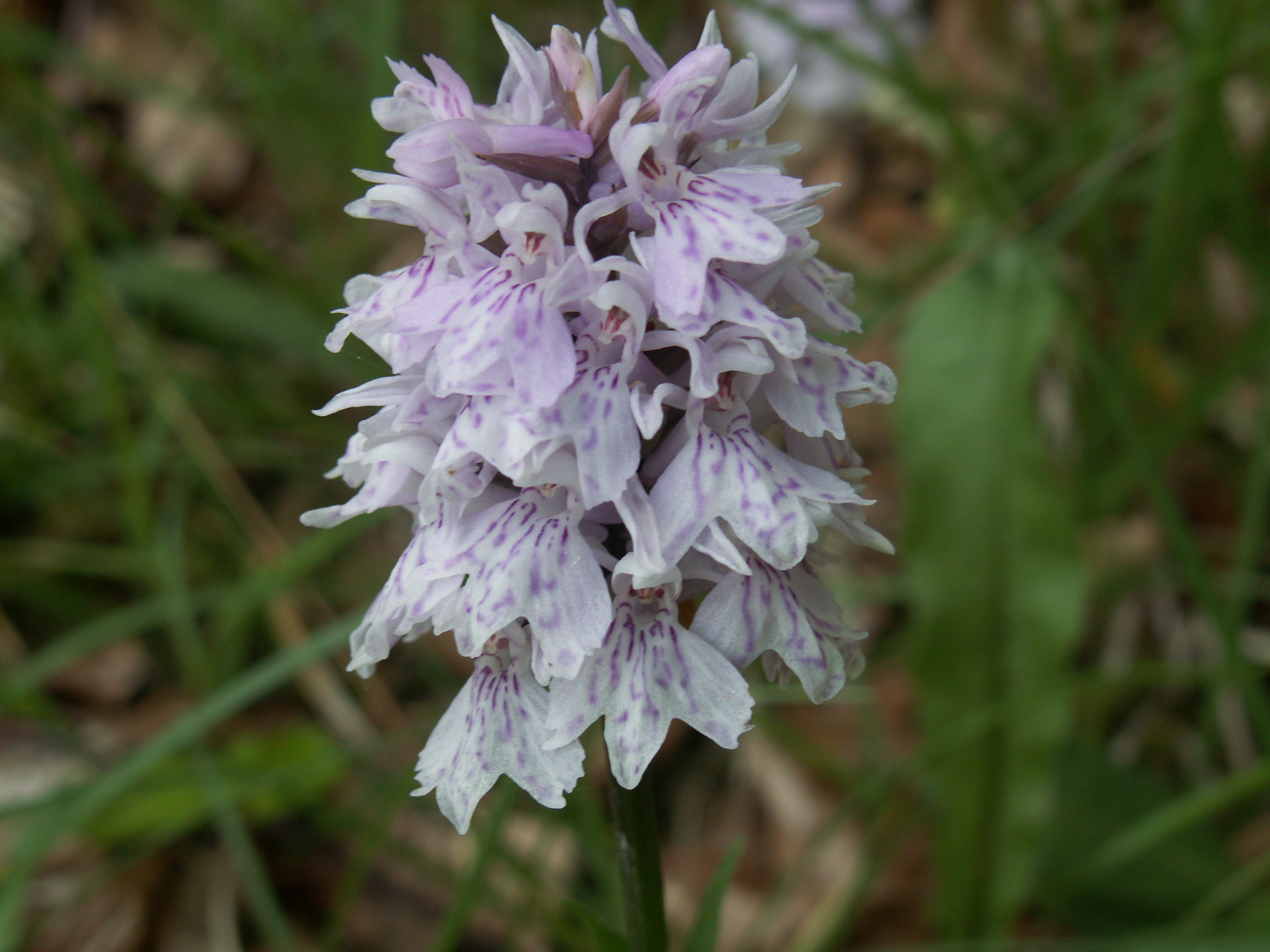
Orchis de Fuchs.
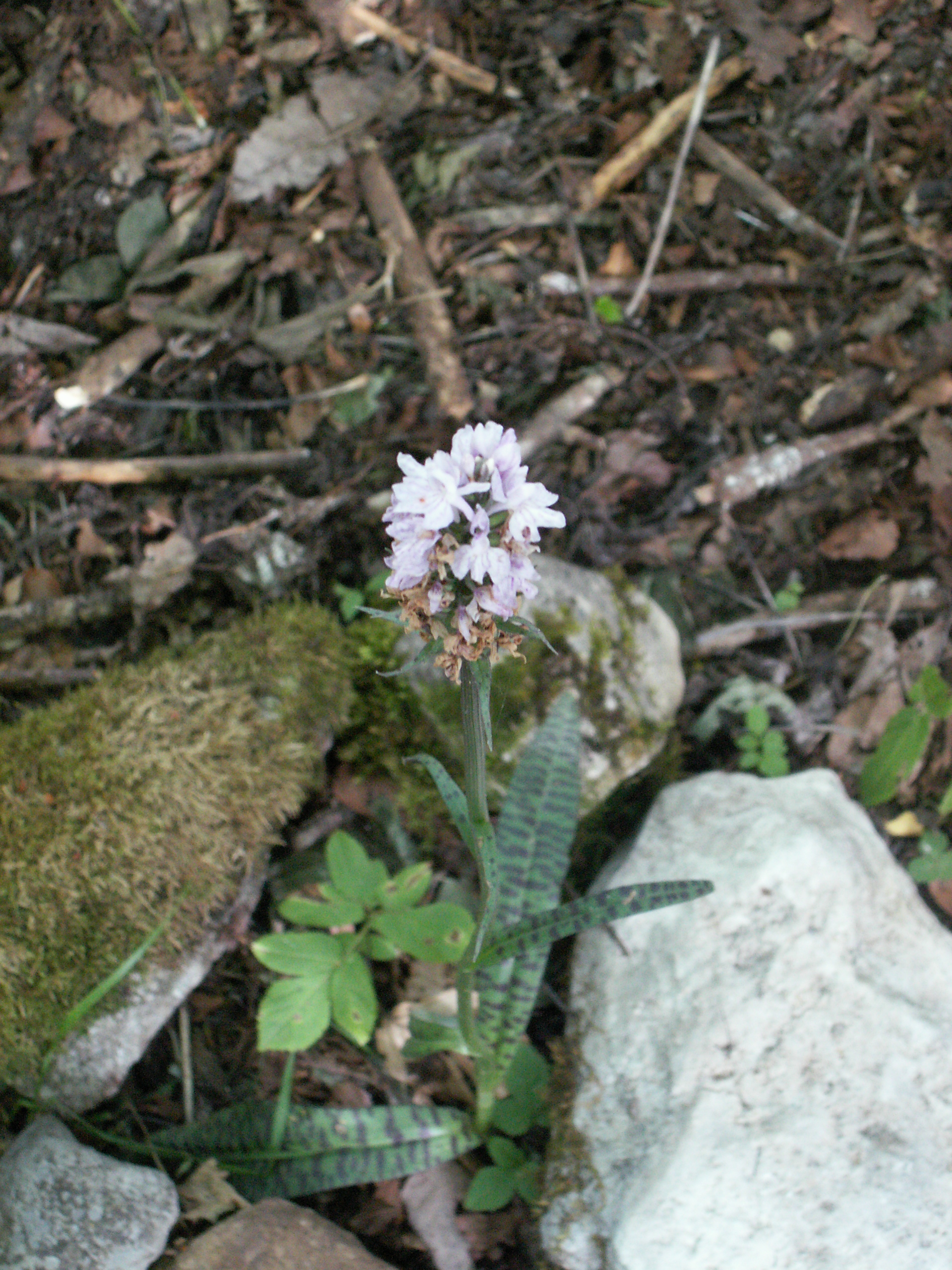
Orchis de Fuchs.
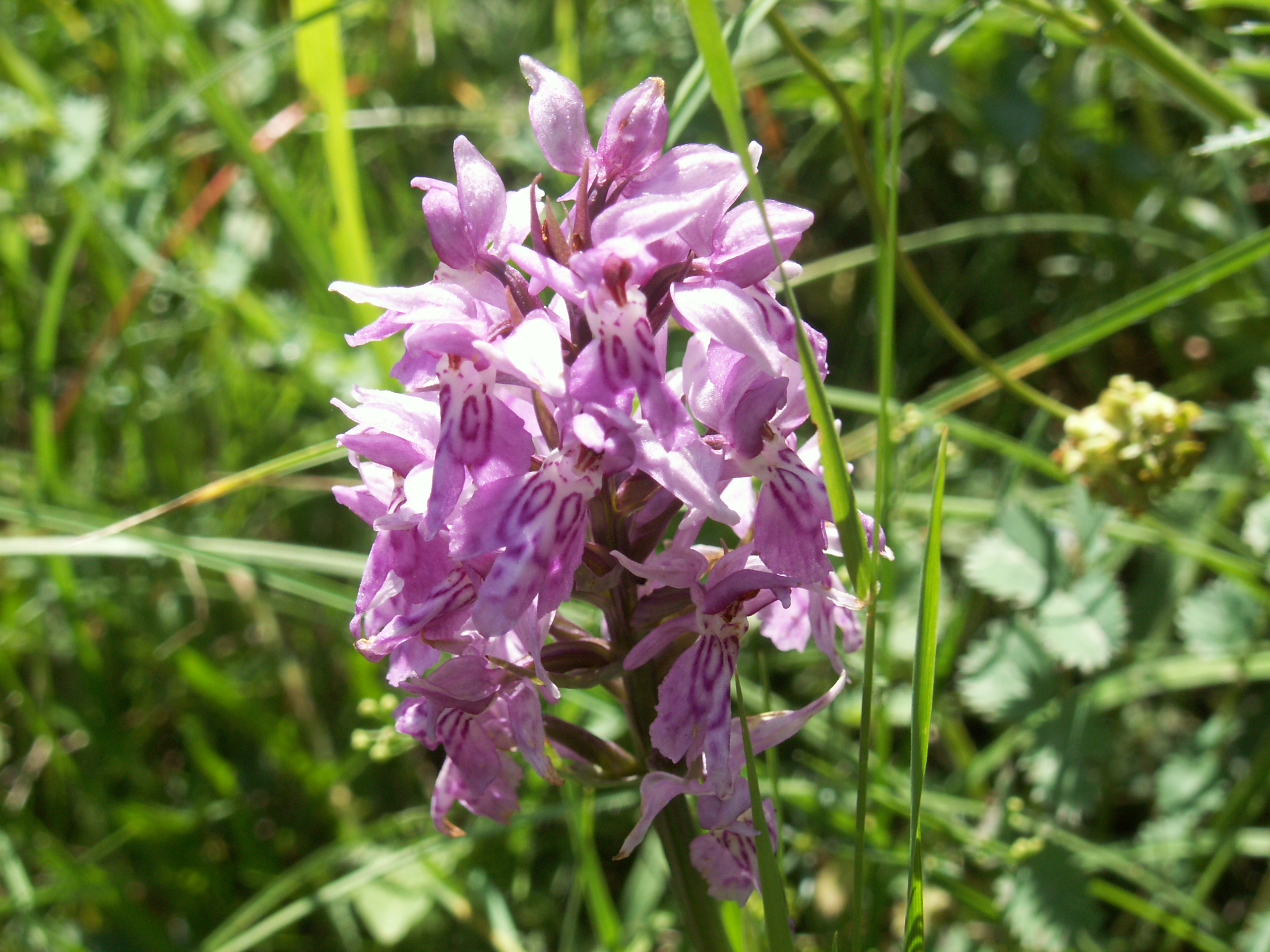
Orchis de Fuchs.
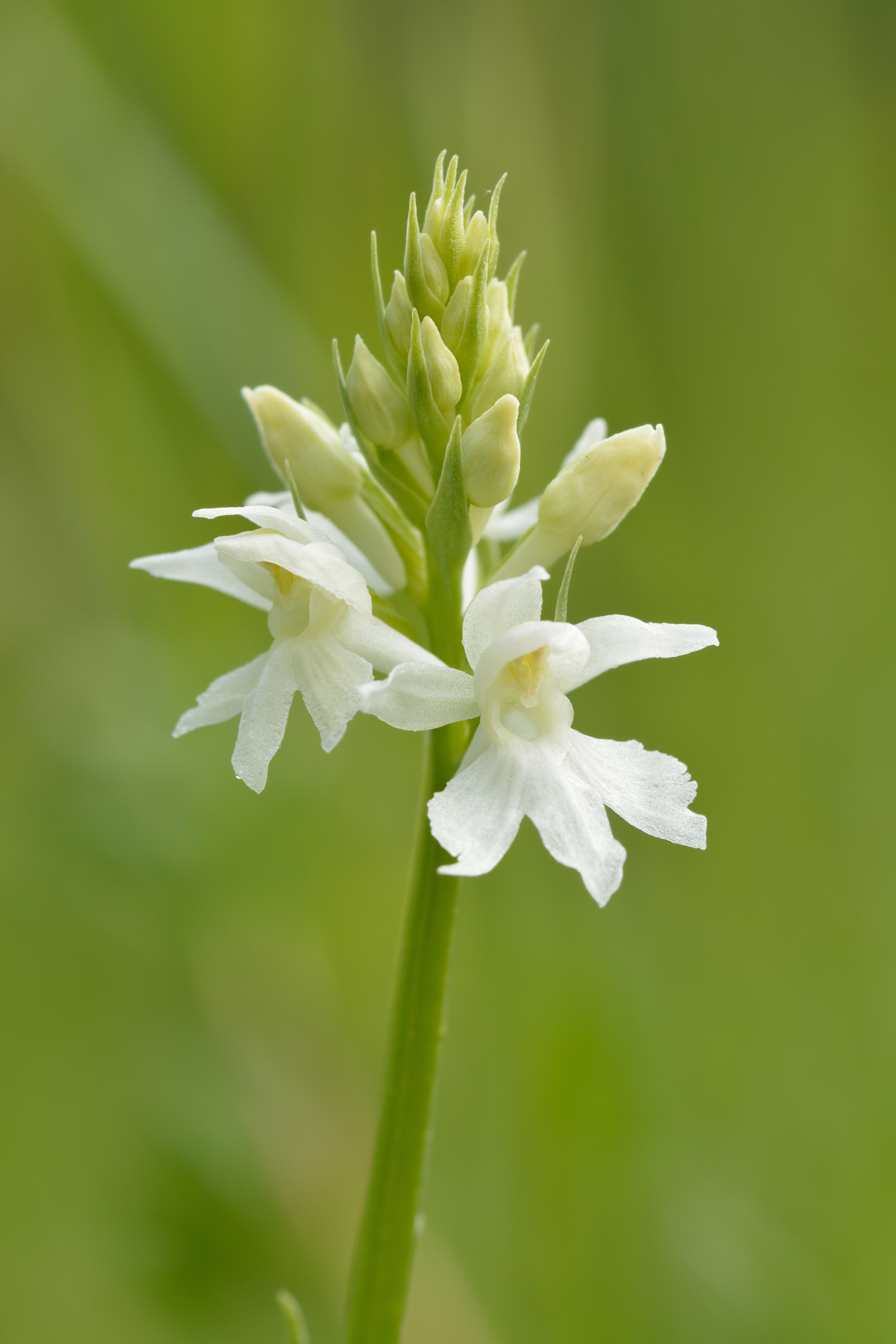
Dactylorhiza fuchsii var. alba.
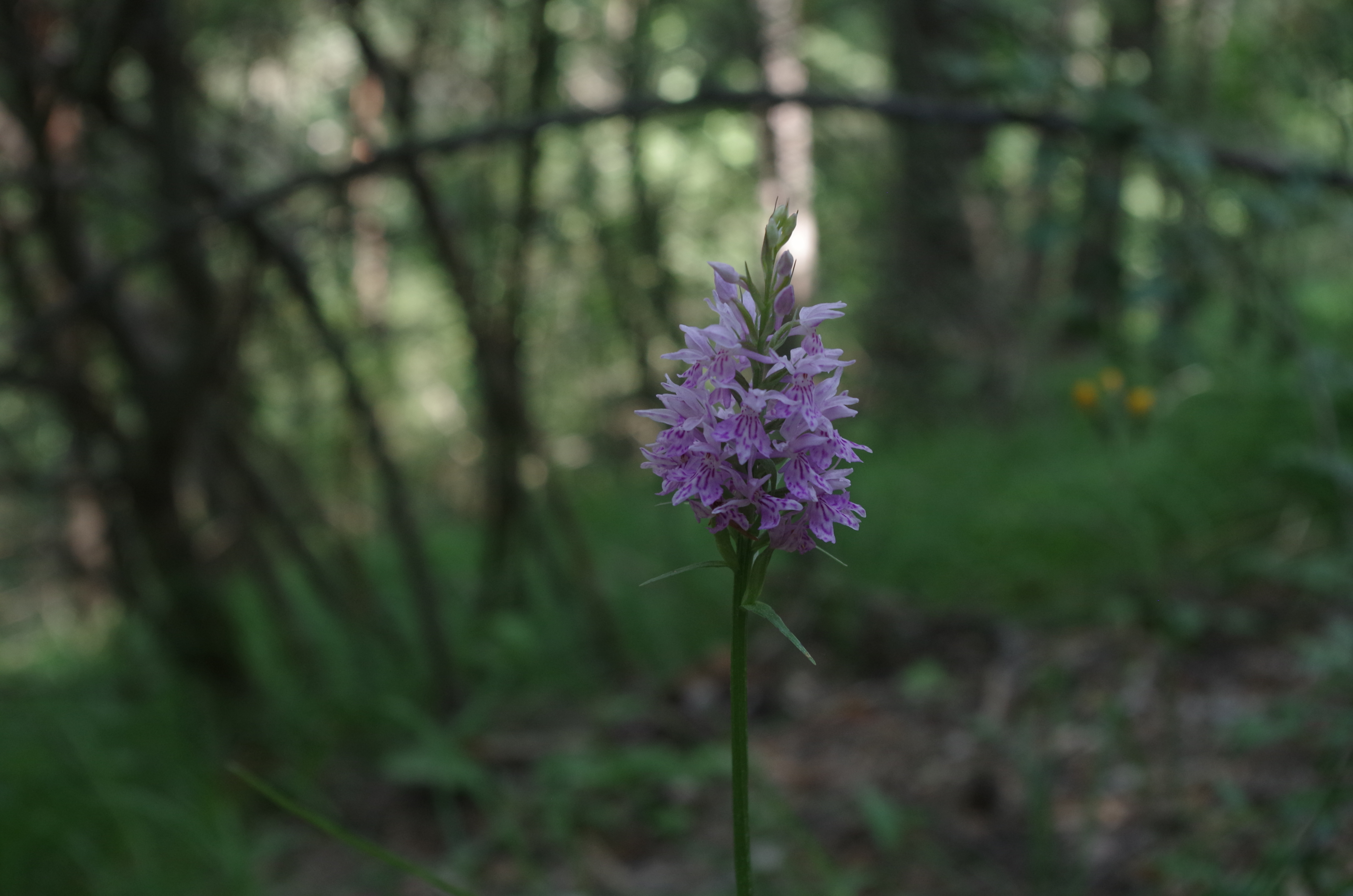
Orchis de Fuchs dans le vallon du Refrei (Tende et La Brigue).